# 上城拜占庭浴室
上城拜占庭浴室（希臘語：Βυζαντινά Λουτρά Άνω Πόλης）是希腊塞萨洛尼基为数不多的保存完整的拜占庭帝国时期浴室.它坐落在塞萨洛尼基上城Theotokopoulou街。。
该浴室建于12世纪末、13世纪初，一直使用到1940年，第二次世界大战期间德国占领时。拜占庭文献中并未记载，因此它很可能原本属于修道院。在奥斯曼帝国时期，它被称为“要塞浴室”（Kule Hammam）。
该浴室已于1940年关闭，在1978年地震中受损。1988年，它作为“塞萨洛尼基的早期基督教和拜占庭古迹群”的组成部分被列为世界遗产